# Three Friends
Three Friends ist das dritte Studioalbum der britischen Progressive-Rock-Band Gentle Giant, das am 14. April 1972 erschien. Es war die erste Veröffentlichung der Band, die amerikanische Charts erreichte und auf Platz 197 der Billboard 200 landete. Es war das erste Konzeptalbum der Band.

## Thema
Three Friends handelt von drei Freunden aus Kindheitstagen, deren Wege ins Erwachsenenleben sich durch Zufall, Geschick und Schicksal trennen. Im Laufe des Albums entwickeln sich die drei zu einem Straßenarbeiter, einem Künstler und einem Angestellten. Sie verlieren die Fähigkeit aufeinander einzugehen, die Lebensweise des jeweils anderen zu verstehen, und sind gleichzeitig mit ihrer eigenen Lebenssituation unzufrieden. Die Entwicklung und das Schicksal jeder Figur wird musikalisch durch unterschiedliche, aber dennoch integrierte Stile dargestellt, von hartem Rhythm-and-Blues-Rock bis hin zu symphonischen klassischen Stilen. Der Schlusssong beendet die Geschichte mit einem Cliffhanger, der offen lässt, ob die drei Freunde jemals wieder zusammenkommen.

## Entstehung und Veröffentlichung
Nach Acquiring the Taste verließ Schlagzeuger Martin Smith die Band, offenbar aufgrund von Meinungsverschiedenheiten mit Ray und Phil Shulman. Er wurde durch Malcolm Mortimore ersetzt, dessen einzige Beteiligung an einem Gentle-Giant-Album dies war Three Friends war das erste selbstproduzierte Album der Band. Die beiden vorherigen Alben wurden von noch David-Bowie- und T.-Rex-Produzent Tony Visconti produziert.
Gary Greens Gitarrensolo auf Peel the Paint verwendet einen Echoplex, der Mike Ratledge gehörte und den Greens Bruder Jeff, ein Roadie von Ratledges Band Soft Machine, ausgeliehen hatte.
Der Song Schooldays beginnt mit den Klängen eines Schulhofs in England. Ray Shulman erzählte in einen Interview an Songfacts von dem Lied: „Wir haben mit den Soundeffekten des Schulhofs angefangen, damit es sehr nostalgisch wird, und das ist ein ganzer Song über das Zusammensein in der Schule, und wie diese Freunde ihre eigenen Wege gehen. Der eine wird Arbeiter, der andere Angestellter und einer ist Künstler.“
Das Coverdesign stammt von Rick Breach.

### Amerikanische Veröffentlichungen
Für die US-amerikanische und kanadische LP-Edition von Columbia Records wurde das Albumcover in einer modifizierte Version des Designs des britischen Debütalbums Gentle Giant geändert. Die Farbgebung des Covers wurde dafür verändert sowie Albumtitel und Bandname über der Stirn des Riesen eingefügt.
Bei der US-CD-Ausgabe auf Columbia war die Markierung für Track 6 an der falschen Stelle. Auf dieser Version endet Track 5 vorzeitig bei 3:23 statt bei 5:51, wodurch die Länge von Track 6 fälschlicherweise von 3:04 auf 5:32 verlängert wurde. Dieser Fehler hat sich auch bei digitalen Online-Musikanbietern wie iTunes und Spotify eingeschlichen, wurde aber inzwischen korrigiert.

## Titelliste
Alle Titel wurden von Derek Shulman, Phil Shulman, Ray Shulman und Kerry Minnear geschrieben.

### Seite 1
1. Prologue – 6:14
2. Schooldays – 7:37
3. Working All Day – 5:12

### Seite 2
1. Peel the Paint – 7:31
2. Mister Class and Quality? – 5:51
3. Three Friends – 3:04